# Nunarput utoqqarsuanngoravit
Nunarput utoqqarsuanngoravit (Nederlands: U, ons oude land.) is het volkslied van het Deense Groenland. De tekst is gemaakt door Henrik Lund en de muziek door Jonathan Petersen, het lied is officieel aangesteld in 1916. Sinds 1979 wordt het lied Nuna asiilasooq gebruikt als volkslied door de Inuit. Ook dit lied is erkend door de regering.

## Groenlandse tekst
Nunarput, utoqqarsuanngoravit niaqqut ulissimavoqq qiinik.
Qitornatit kissumiaannarpatit tunillugit sineriavit piinik.
Akullequtaastut merletutut ilinni perotugut tamaani
kalaallinik imminik taajumavugut niaqquit ataqqinartup saani.
Atortillugillu tamaasa pisit ingerlaniarusuleqaagut,
nutarterlugillu noqitsigisatit siumut, siumut piumaqaagut.
Inersimalersut ingerlanerat tungaalitsiterusuleqaarput,
oqaatsit "aviisit" qanoq kingunerat atussasoq erinigileqaarput.
Taqilluni naami atunngiveqaaq, kalaallit siumut makigitsi.
Inuttut inuuneq pigiuminaqaaq, saperasi isumaqaleritsi.